# Soestduinen
Soestduinen – miejscowość w Holandii, w prowincji Utrecht. Jest częścią miasta Soest, położoną 3 km od jego centrum.